# Cirilo Vila
Cirilo Vila Castro (Santiago, 7 de octubre de 1937- 23 de julio de 2015) fue un compositor, pianista y académico chileno, ganador del Premio Nacional de Artes Musicales de Chile en 2004.

## Estudios
Comenzó sus estudios musicales a los siete años en el Conservatorio Nacional de Música de la Universidad de Chile, de donde se licenció en Interpretación Musical con mención Piano en 1959. Participó en la Orquesta Sinfónica de Chile en 1954, y fue galardonado con el premio Orrego Carvallo en 1957. Paralelamente, estudió composición con Alfonso Letelier (1954-1958) y Gustavo Becerra (1960-1961).
A principios de la década de 1960, gracias a una beca del gobierno italiano, viajó a Roma para estudiar dirección de orquesta en el Conservatorio Santa Cecilia con el profesor Franco Ferrara. Posteriormente, continuó su formación con el profesor Pierre Dervaux, en la École Normale de París. Entre 1964 y 1969, tomó clases particulares de composición musical con el profesor Max Deutsch y análisis con el compositor Olivier Messiaen.

## Compositor
La actividad creativa de Vila fue variada. En música popular, destacan sus transcripciones de canciones de Víctor Jara y sus canciones compuestas para el grupo Quilapayún. En el ámbito de la música docta o experimental, ha compuesto innumerables obras estrenadas en los principales festivales de música contemporánea del país. Ha escrito para reconocidos intérpretes de la escena nacional, tales como el guitarrista Luis Orlandini, el cornista Edward Brown, el tenor José Quilapi y la pianista Cecilia Plaza, entre otros. Además, ha compuesto música incidental para teatro y obras para los concursos de ejecución musical Charles Ives del Instituto Norteamericano y Luis Sigall de Viña del Mar.
En más de 50 años de actividad escribió obras para distintos géneros que abarcan la orquesta, coro, conjuntos de cámara y solistas. Dentro de sus últimas obras, destacan De sueños y evanescencia (2003) para ensamble, estrenada por el Taller de Música Contemporánea de la PUC, dirigido por Pablo Aranda; Del diario de viaje de Johann Sebastián (2001) para violonchelo y piano, y Bodandina con ecos de plata (2001) para dos cornos. También compuso una obra sinfónica titulada Germinal que fue estrenada en 1989 por la Orquesta Filarmónica de Santiago en el Teatro Municipal de Santiago.

## Docencia
La labor docente del maestro Vila tuvo su espacio desde 1970 en la Facultad de Artes de la Universidad de Chile. Allí fue responsable de la formación de una generación importante de músicos chilenos de las décadas de 1970 y 1980, muchos de los cuales juegan actualmente un papel fundamental en la escena musical del país.

## Muerte
Cirilo Vila muere de un infarto al corazón el 23 de julio de 2015 a la edad de 78 años.

## Discografía
La siguiente lista es no exhaustiva:
- 1971 - Eisler - Brecht: Canciones (con Hans Stein)
- 2003 - “CIRILO VILA/ARNOLD SCHOENBERG” (Karina Fischer, Guillermo Lavado (flautas) / Luis Alberto Latorre (piano). FONDART)
- 2013 - Obras de cámara (SVR Producciones)